# 박정현 (1969년 7월)
박정현(朴庭鉉, 1969년 7월 10일 ~ )은 전 KBO 리그 SK 와이번스에서 활약했던 우완 언더핸드 투수다.

## 출신 학교
- 신풍초등학교
- 수원북중학교
- 유신고등학교

## 고등학교 선수 시절
우완 언더핸드 투수로 유신고등학교 재학 시절 소속팀을 황금사자기 대회 4강에 이끌었다.

## 프로 야구 선수 시절
1988년 태평양 돌핀스에서 데뷔한 뒤 1989년에 19승(15선발승으로 이강철과 함께 그 해 최다 선발승이자 잠수함 선발 최다승 기록을 세웠지만 92년 이강철(17선발승)에 의해 깨짐)을 올리며 신인왕에 올랐다. 이때의 19승은 신인 자격을 갖춘 입단 둘째 해에 거둔 것이기는 하지만, 당시 신인 최다승 기록이 입단 첫 해의 신인에게만 적용되었기 때문에 공식 기록으로는 인정되지 않았다.
1989년 5월 16일 잠실 MBC전에서 최연소 완봉승을 기록했다. 그 후로도 정명원, 최창호와 같이 태평양 투수진의 마운드 삼총사로 불리며 4년 연속 10승대 투수로 활약하였지만, 1992년 이후에는 잦은 부상 때문에 별다른 활약을 보이지 못하면서 재활과 부상을 반복하였다. 혹자들은 이러한 빈번한 부상이 김성근 감독의 과도한 투구 지시의 폐해라고 보기도 한다. 1996년 팀이 현대 유니콘스로 바뀌었지만 돋보이는 활약을 보이지 못하고 1998년 7월, 당시 쌍방울 레이더스의 투수 조규제와의 트레이드로 팀 동료인 가내영과 함께 쌍방울 레이더스로 이적했다. 쌍방울의 마지막 해였던 1999년에는 124이닝을 소화했고 모처럼 3점대의 평균 자책점을 기록하여 당시 재정난으로 심각한 위기를 겪었던 쌍방울 레이더스의 감초같은 역할을 했으나  10개의 폭투로 역대 잠수함 투수 최다 폭투 기록의 불명예를 안아야 했다.
2000년 쌍방울 레이더스 선수단을 승계하여 새롭게 연고 팀이 된 SK 와이번스에서 활약하였으나, 2000년 시즌을 끝으로 방출되어 은퇴하였다. 은퇴 후 상무 피닉스 코치를 거쳐 주엽고등학교 코치로 활동하다가 캐나다로 이민을 떠났다.

## 통산 기록
| 연 도           | 소 속           | 나 이           | 승 리 | 패 전 | 승 률 | 평 자 책 | 출 장 | 선 발 | 완 투 | 완 봉 | 세 이 브 | 홀 드 | 이 닝  | 피 안 타 | 피 홈 런 | 볼 넷 | 고 4 | 탈 삼 진 | 몸 맞 | 보 크 | 폭 투 | 실 점 | 자 책 | 타 자 수 | W H I P |
| --------------- | --------------- | --------------- | ----- | ----- | ----- | -------- | ----- | ----- | ----- | ----- | -------- | ----- | ------ | -------- | -------- | ----- | ---- | -------- | ----- | ----- | ----- | ----- | ----- | -------- | ------- |
| 1988            | 태평양          | 20              | 0     | 1     | .000  | 7.71     | 6     | 2     | 0     | 0     | 0        | 0     | 18.2   | 25       | 4        | 8     | 0    | 8        | 2     | 0     | 0     | 17    | 16    | 86       | 1.77    |
| 1989            | 태평양          | 21              | 19    | 10    | .655  | 2.15     | 38    | 25    | 17    | 4     | 2        | 0     | 242.2  | 183      | 5        | 86    | 12   | 116      | 9     | 0     | 0     | 64    | 58    | 970      | 1.11    |
| 1990            | 태평양          | 22              | 13    | 7     | .650  | 2.63     | 35    | 21    | 9     | 2     | 7        | 0     | 191.2  | 177      | 7        | 55    | 5    | 66       | 8     | 0     | 2     | 66    | 56    | 782      | 1.21    |
| 1991            | 태평양          | 23              | 10    | 12    | .455  | 3.47     | 30    | 25    | 13    | 1     | 2        | 0     | 184.0  | 190      | 11       | 66    | 9    | 47       | 6     | 0     | 2     | 82    | 71    | 781      | 1.39    |
| 1992            | 태평양          | 24              | 13    | 7     | .650  | 3.69     | 33    | 20    | 8     | 0     | 6        | 0     | 165.2  | 154      | 12       | 72    | 2    | 85       | 12    | 1     | 3     | 75    | 68    | 705      | 1.36    |
| 1994            | 태평양          | 26              | 2     | 3     | .400  | 4.54     | 11    | 8     | 0     | 0     | 0        | 0     | 37.2   | 43       | 2        | 12    | 0    | 15       | 3     | 0     | 2     | 25    | 19    | 172      | 1.46    |
| 1995            | 태평양          | 27              | 0     | 0     | ----  | 7.71     | 1     | 0     | 0     | 0     | 0        | 0     | 4.2    | 4        | 0        | 5     | 0    | 2        | 0     | 0     | 0     | 4     | 4     | 21       | 1.93    |
| 1996            | 현대            | 28              | 0     | 0     | ----  | 6.89     | 8     | 2     | 0     | 0     | 0        | 0     | 15.2   | 18       | 2        | 13    | 0    | 9        | 2     | 0     | 0     | 13    | 12    | 80       | 1.98    |
| 1997            | 현대            | 29              | 0     | 0     | ----  | 6.39     | 13    | 0     | 0     | 0     | 0        | 0     | 25.1   | 26       | 4        | 10    | 0    | 19       | 6     | 0     | 2     | 19    | 18    | 111      | 1.42    |
| 1998            | 쌍방울          | 30              | 2     | 1     | .667  | 2.22     | 9     | 3     | 0     | 0     | 1        | 0     | 24.1   | 21       | 3        | 9     | 1    | 13       | 3     | 0     | 2     | 7     | 6     | 101      | 1.23    |
| 1999            | 쌍방울          | 31              | 5     | 11    | .313  | 3.92     | 37    | 14    | 1     | 0     | 3        | 0     | 124.0  | 110      | 10       | 60    | 2    | 56       | 9     | 0     | 10    | 61    | 54    | 545      | 1.37    |
| 2000            | SK              | 32              | 1     | 2     | .333  | 5.75     | 32    | 4     | 0     | 0     | 0        | 0     | 56.1   | 75       | 7        | 33    | 5    | 24       | 5     | 0     | 4     | 39    | 36    | 275      | 1.92    |
| KBO 통산 : 12년 | KBO 통산 : 12년 | KBO 통산 : 12년 | 65    | 54    | .546  | 3.45     | 253   | 124   | 48    | 7     | 21       | 0     | 1090.2 | 1026     | 67       | 429   | 36   | 460      | 65    | 1     | 27    | 472   | 418   | 4629     | 1.33    |

- 시즌 기록 중 굵은 글씨는 해당 시즌 최고 기록